# 凯岑海姆
凯岑海姆是德国莱茵兰-普法尔茨州的一个市镇。总面积17.88平方公里，总人口2139人，其中男性1095人，女性1044人（2011年12月31日），人口密度120人/平方公里。